# 新軍

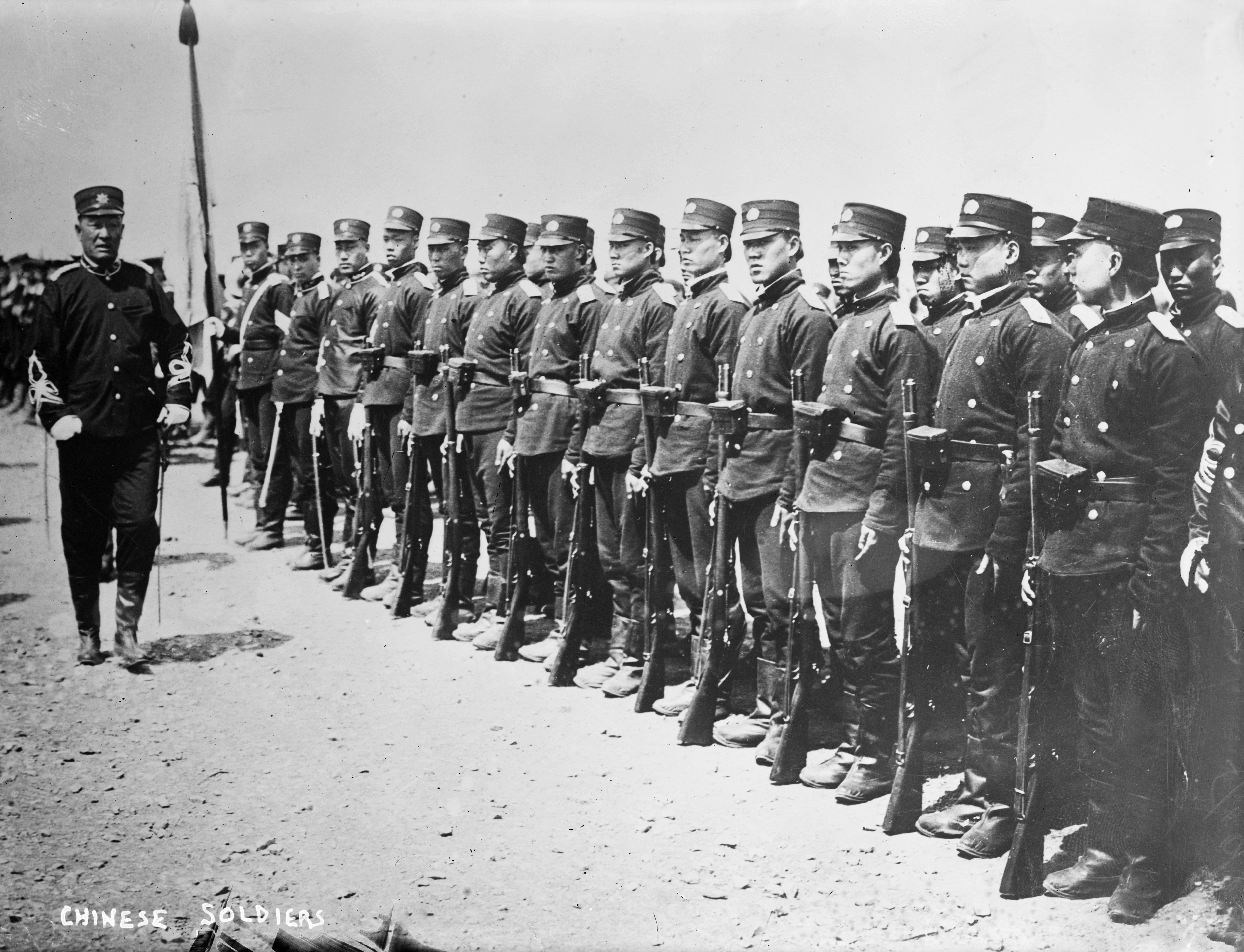
新軍（1905年）

新軍（しんぐん）または「新建陸軍」とは清朝政府が日清戦争後に軍を再編成して新たに作った、近代的陸軍である。新軍は軍制や訓練、装備に至るまで完全に西洋式に切り替えられ、清朝末に正規軍として清国軍の中核を担った。

## 成立

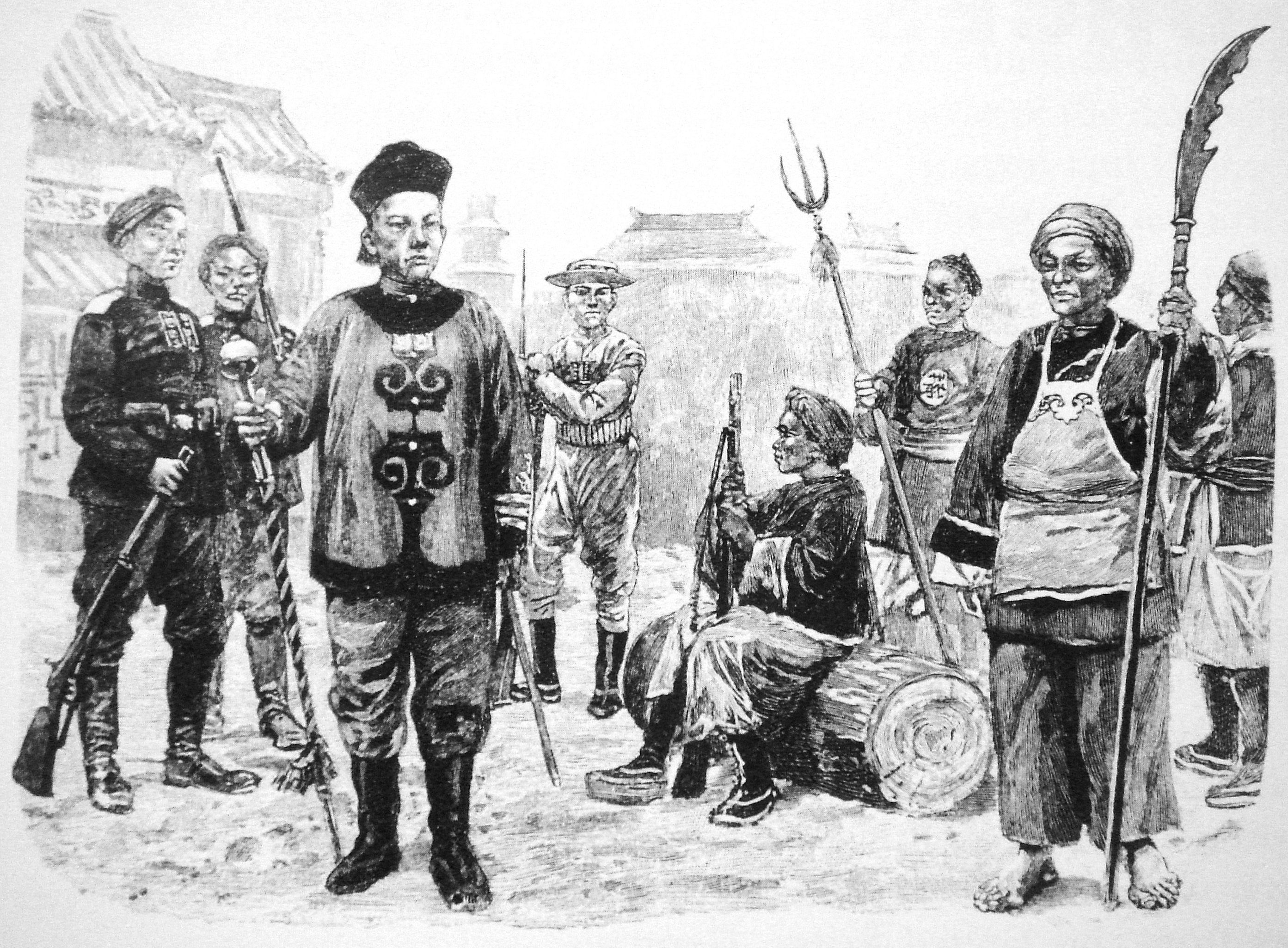
1899年から1901年にかけての中国の諸軍。左の2名が新軍歩兵、前面が軍楽隊、腰掛けているのが砲兵。右にいるのは義和団

1894年（光緒20年）に日清戦争が勃発すると、広西按察使・胡燏棻は清朝政府の命令により、天津の駐屯地において定武軍と号して歩兵3000人、砲兵1000人、騎兵250人、および工兵500人、の合わせて4750名の部隊を選抜し、西洋式の編成に基づく部隊に改変した。翌年（1895年）、胡燏棻は平漢鉄道の督弁に任じられ、定部軍の後任に袁世凱が指名された。袁世凱は定武軍の名を「新建陸軍」に改め、ドイツと日本の軍制を参考とし、ドイツの軍事顧問を招聘して参考にする一方、新建陸軍の規模を7000名に拡張した。以後、数度に渡る改変の後、袁世凱が行っていた山東省の義和団の鎮圧などにも参加し、新建陸軍における袁世凱の地位は不動のものとなった。
新軍が編成されたのと同時期に、両江総督の張之洞も自強軍と呼ばれる軍隊を創建していた。自強軍もまた西洋式調練および編成を参考とし、歩兵、砲兵、騎兵、工兵合わせて2000人ほどの人数を揃えていた。自強軍は劉坤一などを後任とした後、最終的には袁世凱の手に渡って新建陸軍に吸収された。
1898年の時点で新建陸軍は、董福祥の甘軍、聶士成の武毅軍と並んで北洋三軍と称されるまでになっていた。

## 光緒新政における新軍改革
1899年、栄禄の建議により、北洋各軍は武衛軍へと再編された。武衛軍は左・右・前・後・中の5軍より編成されており、新建陸軍は武衛右軍へと改編、同時に定員も七千人から一万人に拡充された。間もなく勃発した義和団の乱では、武衛右軍は山東省に赴き鎮圧に尽力する一方、他の4軍とは異なり直接列強との戦争に参加しなかったためほとんど無傷であった。武衛右軍はやがて武衛軍の主力となり、同年には歩兵隊、騎兵隊、砲兵隊二十営を拡充した。1902年、直隷の義和団残党の鎮圧を終えると、武衛右軍は「北洋常備軍」と改称された。また、同年には一軍二鎮の設置を見越し、北洋常備左鎮が設置された。
一方、それまで革新的な改革を嫌っていた清朝も、義和団の乱による敗北をきっかけとして様々な政治改革に乗り出すようになる。軍制改革もその一環で、1903年（光緒29年）10月には総理練兵所および督練公所を各省に設置して、新軍の訓練を監督させる一方で、従来の清朝の正規軍である「防軍」「練軍」「緑営」といった旧来の軍隊を大幅に削減して、残った若干名を後備や憲兵などに改編させた。清朝政府は袁世凱管轄の北洋新軍を中央の軍、各省の新軍を地方軍とすることを意図し、清朝が滅亡した時点までに、全国に新軍を十六鎮と十六個混成協（鎮・協は作戦単位）設置したが、中でも袁世凱が管轄する北洋六鎮（直隷、山東、満洲を管轄）は錬度・装備共にもっとも優れていた。また、これとは別に1909年（宣統元年）、皇帝および王族を警護する近衛師団にあたる「禁衛軍」を編成した。禁衛軍は通常の軍隊とは異なる独自の軍服が採用され、新軍の中でもとりわけエリート部隊として認識されていた。

## 編制
清朝政府が進める新政以後、新軍は国軍とされ人数は年々増加した。そのため、作戦単位を「鎮」（師団）「協」（旅団）「標」（連隊）「営」「隊」「排」「棚」と定めて、それらを率いる士官として「統制」「協統」「標統」「管帶」「隊官」「排長」などを設置した。鎮は師団とほぼ同じ規模で、12000人ほどの人数で、歩兵、騎兵、砲兵、工兵、輜重兵からなっていた。士官は国外に留学して軍事を学んできた者、および国内の武備学堂（士官学校）の卒業生を充て、兵の充足は志願制を採用し、体格・年齢および知能などを一般より厳しい基準を用いて選抜された。
その基準は以下の通り。
- 年齢は20歳～25歳。
- 身長は4尺8寸以上、健康で五体満足、視力良好で身体・知的障害のない者。
- 握力百斤以上。
- 家が代々土着であり、かつ税の未納が無い者。
- 品行方正で前科のない者。

また、辛亥革命勃発まで編成された部隊は以下の通り。
- 陸軍第一鎮（中国語版）：北京仰山窪駐屯、1905年6月成立
  - 歩兵第一協
  - 歩兵第二協
- 陸軍第二鎮（中国語版）：保定駐屯
  - 歩兵第三協
  - 歩兵第四協
- 陸軍第三鎮（中国語版）：1904年成立
  - 歩兵第五協
  - 歩兵第六協
  - 炮兵第三標
- 陸軍第四鎮（中国語版）：天津馬廠（中国語版）駐屯
  - 歩兵第七協
  - 歩兵第八協
- 陸軍第五鎮（中国語版）
- 陸軍第六鎮（中国語版）

## 階級
詳細は「清朝軍の階級」を参照
| 官位   | 等級         | 軍官     | 軍佐     | 警察             | 相当する階級 |
| ------ | ------------ | -------- | -------- | ---------------- | ------------ |
| 超品   | 第一等第一級 | 大将軍   |          |                  | 元帥         |
| 正一品 | 第一等第二級 | 将軍     |          |                  | 元帥         |
| 従一品 | 上等第一級   | 正都統   |          | 庭丞             | 将官         |
| 正二品 | 上等第二級   | 副都統   |          | 總務処会事       | 将官         |
| 従二品 | 上等第三級   | 協都統   |          | 会知事           | 将官         |
| 正三品 | 中等第一級   | 正参領   | 同正参領 | 五品警官         | 佐官         |
| 従三品 | 中等第二級   | 副参領   | 同副参領 | 六品警官         | 佐官         |
| 正四品 | 中等第三級   | 協参領   | 同協参領 | 七品警官         | 佐官         |
| 正五品 | 次等第一級   | 正軍校   | 同正軍校 | 八品警官         | 尉官         |
| 正六品 | 次等第二級   | 副軍校   | 同副軍校 | 九品警官         | 尉官         |
| 正七品 | 次等第三級   | 協軍校   | 同協軍校 | 一、二、三等巡官 | 尉官         |
|        | 額外         | 額外軍官 | 額外軍佐 |                  | 准尉         |
|        | 軍士         | 上士     |          | 巡長             | 下士官       |
|        | 軍士         | 中士     |          | 巡長             | 下士官       |
|        | 軍士         | 下士     |          | 巡長             | 下士官       |
|        | 兵卒         | 正兵     |          | 巡警             |              |
|        | 兵卒         | 一等兵   |          | 巡警             |              |
|        | 兵卒         | 二等兵   |          | 巡警             |              |

「軍佐」とは、軍医など特務士官であり、階級名は「同～」とした。しかし、不評であったため、後に「馬医協軍校」などと改められた。
准尉に相当する「額外」とは、額真（ejen）＝士官ではない、という意味で、いわゆる准士官である。

## 新軍と革命

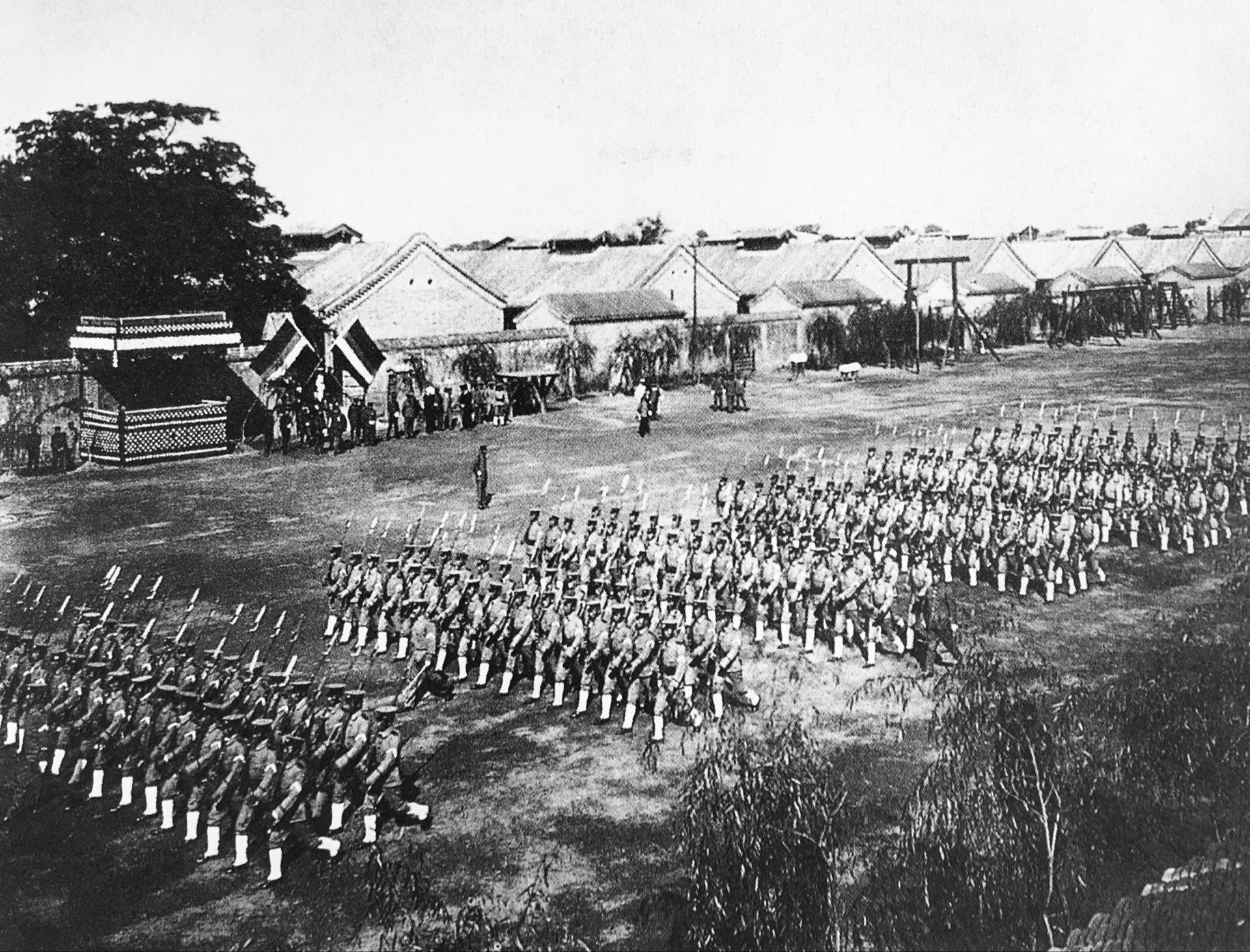
北洋軍閥軍

新軍、中でも袁世凱の北洋軍の軍事力は他に比べて圧倒的なものであり、これは後に袁世凱が拠り所とした北洋軍閥の源泉になる。辛亥革命勃発後に、袁世凱は北洋軍の軍事力を背景に宣統帝を退位させ、孫文との取引で中華民国大総統に就任したが、元々思想が異なる孫文と両立ができるはずもなく、中国は北洋軍閥中心の北京政府と孫文の革命派との間の長期にわたる内戦時代を迎える。